# Nokia 130
Nokia 130 – telefon komórkowy firmy Nokia. Premierę miał w sierpniu 2014 roku. 
Telefon posiada radio FM oraz odtwarzacz plików muzycznych. Do urządzenia można włożyć kartę MicroSD. Aparat posiada Bluetooth 3.0, budzik, kalkulator i wbudowaną latarkę.
Według producenta na urządzeniu można odtwarzać muzykę do 46 godzin na jednej baterii, a czas odtwarzania wideo to około 16 godzin. Czas czuwania na jednym naładowaniu baterii to 36 dni, a czas rozmowy to 13 godzin.